# Aareal Bank

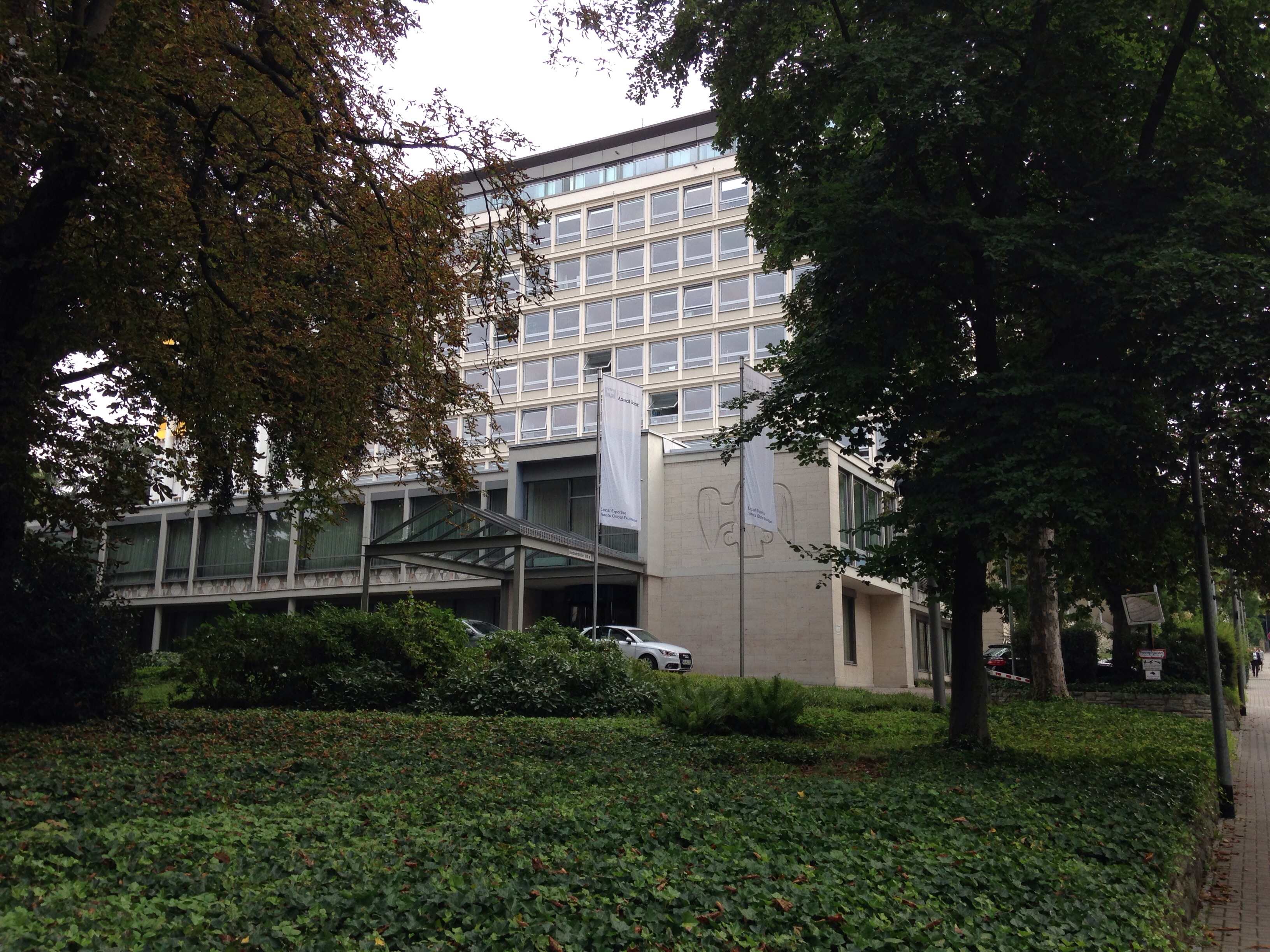
Aareal Bank

Die Aareal Bank AG ist eine Bank mit Sitz in Wiesbaden, die bis 2002 als DePfa Deutsche Bau- und Boden Bank AG und Teil der DePfa-Gruppe firmierte.
Die Bank ist auf drei Kontinenten (in Europa, Nordamerika und im asiatisch-pazifischen Raum) vertreten und begleitet Immobilienfinanzierungen in mehr als 20 Ländern.

## Geschichte

Sammel-Namensaktie über 10.000 RM der Deutschen Bau- und Bodenbank AG vom März 1927

Die Unternehmensgeschichte geht auf zwei Institute zurück: die Preußische Landespfandbriefanstalt (gegründet 1922) und die Deutsche Wohnstättenbank AG (gegründet 1923), beide mit Sitz in Berlin. 1926 wurde die Deutsche Wohnstättenbank AG in Deutsche Bau- und Bodenbank AG umbenannt. 1954 erhielt die Preußische Landespfandbriefanstalt den Namen Deutsche Pfandbriefanstalt.
Während der NS-Herrschaft expandierte die Bank insbesondere aufgrund von Treuhandgeschäften für Reichsbürgschaften, die der Finanzierung von Siedlungs- und Wohnungsbau dienten. Der Wohnungsbau wurde zunehmend von der boomenden Rüstungswirtschaft dominiert, die immer mehr Unterbringungsmöglichkeiten für ihre Arbeitskräfte brauchte.:38–40 Ein weiteres Tätigkeitsfeld waren Industriekredite, die im Rahmen des Rüstungsaufbaus in Millionenhöhe an Unternehmen wie Daimler-Benz AG, Vereinigte Stahlwerke AG und die Ruhrgas AG gewährt wurden. Zum Zeitpunkt der Machtergreifung 1933 gehörten bereits 63 von 267 Mitarbeitern der NSDAP an.:50Auch Aufsichtsratsvorsitzender Otto Kämper war Parteimitglied und lobte die Erfolge der Regierung im Wohnungsbau.:48 Bemerkenswerterweise waren bis in den Zweiten Weltkrieg hinein aber auch Demokraten wie Arnold Knoblauch oder Eberhard Wildermuth im Vorstand der Bank tätig.
Im Jahre 1979 übernahm die Deutsche Pfandbriefanstalt eine Mehrheitsbeteiligung an der Deutschen Bau- und Bodenbank, ab 1989 firmierte sie als Aktiengesellschaft unter der Bezeichnung Deutsche Pfandbrief- und Hypothekenbank AG, ging 1991 an die Börse und eröffnete im selben Jahr ihre erste Auslandsfiliale in Amsterdam.
1999 wurde die Deutsche Pfandbrief- und Hypothekenbank AG in DePfa Deutsche Pfandbrief Bank AG umbenannt und übertrug sämtliche Immobilienaktivitäten auf die Deutsche Bau- und Bodenbank, die gleichzeitig den Namen DePfa Bank AG BauBoden erhielt. 2002 wurde die endgültige Trennung in Aareal Bank AG (ehemals Deutsche Bau- und Bodenbank) mit Sitz in Wiesbaden als Immobilienfinanzierungsbank und die DePfa BANK plc mit Sitz in Dublin als Staatsfinanzierungsbank vollzogen. Seit 2006 konzentriert sich das Unternehmen auf die beiden Segmente gewerbliche Immobilienfinanzierungen und Consulting/Dienstleistungen. Die Aareal Bank musste als Folge der Finanzkrise ab 2007 im Februar 2009 beim Finanzmarktstabilisierungsfonds SoFFin vorsorglich Stützungsmaßnahmen in Höhe von 4,5 Milliarden Euro in Anspruch nehmen, die sich aus einer stillen Einlage in Höhe von 525 Millionen Euro und Staatsgarantien für Wertpapiere in Höhe von 4 Milliarden Euro zusammensetzten. Die stille Einlage wurde im Oktober 2014 zurückgezahlt, nachdem auch die Staatsgarantien nicht mehr notwendig waren.
Im Dezember 2013 verkaufte der Finanzinvestor Lone Star seine 100 %-Beteiligung an dem Immobilienfinanzierer Corealcredit Bank an die Aareal Bank.
2015 wurde das operative Bankgeschäft abgespalten und in die Muttergesellschaft integriert.
Im November 2021 gab Aareal die mögliche Übernahme durch die Finanzinvestoren Advent International, Centerbridge Partners und Canada Pension Plan Investment Board (CPPIB) für 1,7 Mrd. Euro bekannt. Das Übernahmeangebot sah eine Mindestannahmeschwelle von zunächst 70 Prozent, später 60 Prozent der Aktien vor. Der Übernahmeversuch wurde im Februar 2022 für gescheitert erklärt, da nicht genügend Aktien angedient worden waren.[veraltet] Im April 2022 legten dieselben Bieter ein neues, verbessertes Angebot vor. Dieses Angebot erreichte die notwendige Akzeptanz.

## Organe
Die Bank wird von einem vierköpfigen Vorstand geleitet. Vorsitzender des Vorstandes ist seit Mitte September 2021 Jochen Klösges. Aufsichtsratsvorsitzender ist Hermann Wagner: Er löste im November 2021 Marija Korsch ab, die das Amt seit 2013 innehatte.
Vorstandsvorsitz
- seit 2021: Jochen Klösges[13]
- 2015–2021: Hermann J. Merkens[14]
- 2005–2015: Wolf Schumacher[15]

Aufsichtsratsvorsitz
- seit 2021: Hermann Wagner
- 2013–2021: Marija Korsch[16]
- 2004–2013: Hans W. Reich[17]

## Aktie und Anteilseigner
Das Grundkapital der Gesellschaft ist aufgeteilt in rund 60 Millionen Stückaktien. Die Aktien des Unternehmens wurden unter der ISIN DE0005408116 an der Börse gehandelt und waren unter anderem im SDAX vertreten. Die Aktien waren (Stand Ende 2020) fast vollständig im Streubesitz. Größter meldepflichtiger Anteilseigner war die Deka Investment mit 9,6 %. Die Hauptversammlung fand im Kurhaus Wiesbaden statt.
2023 wurde die Aareal Bank von vier Finanzinvestoren übernommen: die beiden US-Beteiligungsgesellschaften Advent International und Centerbridge Partners sowie die Pensionsfonds des Staates Kanada (CPP Investment Board) und der US-Bank Goldman Sachs halten seitdem 90 Prozent der Aktien. Infolge der Übernahme wurde die Aareal Bank am 21. November 2023 von der Börse genommen. Nach Abschluss des Delistingverfahrens hielten die übernehmenden Investoren über 95 % der Aktien; für die verbleibenden Anteilseigner wurde ein Squeeze-out angekündigt und im Mai 2024 vollzogen. Die Barabfindung beträgt 33,20 Euro je Aktie.

## Tochtergesellschaften
Zur Gruppe der Aareal Bank gehören unter anderem folgende Unternehmen (Stand: Jahresende 2020):
| Unternehmen                                      | Beschreibung | Sitz                  | Anteil am Kapital |
| ------------------------------------------------ | --- | --------------------- | ----------------- |
| Aareal Bank Asia                                 | Immobilienfinanzierungen für Bürogebäude, Hotel-, Logistik- und Einzelhandelsimmobilien sowie für Wohnimmobilien in ausgewählten Märkten                        | Singapur              | 100 %             |
| Aareal Capital                                   | Immobilienfinanzierungen für Bürogebäude, Hotel-, Logistik- und Einzelhandelsimmobilien sowie für Wohnimmobilien in ausgewählten Märkten                        | Wilmington (Delaware) | 100 %             |
| Aareal Estate                                    | Management- und Beratungsgesellschaft für gewerbliche Immobilien in Deutschland und international                                                               | Wiesbaden             | 100 %             |
| Aareal First Financial Solutions                 | Entwicklung und Umsetzung der Zahlungsverkehrslösungen für die Aareal Bank                                                                                      | Mainz                 | 100 %             |
| Aareon                                           | Europaweit tätiges Beratungs- und Systemhaus für die Immobilienwirtschaft                                                                                       | Mainz                 | 70 %              |
| Deutsche Bau- und Grundstücks-Aktiengesellschaft | Spezialdienstleister für Immobilien-Management; Dienstleister im Real Estate Asset Management für institutionelle und private Investoren, Kommunen und den Bund | Berlin                | 100 %             |
| Deutsche Structured Finance                      | Konzeption, Auflage und Platzierung sowie späteres Management von geschlossenen Fonds, insbesondere auch im Bereich der Immobilieninvestments                   | Wiesbaden             | 100 %             |
| PlusForta                                        | Vermittler von Mietkautionsbürgschaften | Düsseldorf            | 100 %             |
| Westdeutsche Immobilien Servicing                | Spezialinstitut für das Servicing von Immobilienfinanzierungen                                                                                                  | Mainz                 | 100 %             |

2015 beschloss die Aareal Bank, das operative Bankgeschäft der Tochter Corealcredit Bank abzuspalten und in die Muttergesellschaft zu integrieren. Die Corealcredit wurde danach zu einer Tochtergesellschaft ohne operatives Geschäft, ihr bisheriger Bankbetrieb zu einer Filiale der Aareal Bank.